# Správní obvod obce s rozšířenou působností Vizovice
Správní obvod obce s rozšířenou působností Vizovice je od 1. ledna 2003 jedním z pěti správních obvodů rozšířené působnosti obcí v okrese Zlín ve Zlínském kraji. Čítá 16 obcí.
Město Vizovice je zároveň obcí s pověřeným obecním úřadem, přičemž oba správní obvody jsou územně totožné.

## Seznam obcí
Poznámka: Města jsou vyznačena tučně.
- Bratřejov
- Březová
- Dešná
- Hrobice
- Jasenná
- Lhotsko
- Lutonina
- Neubuz
- Podkopná Lhota
- Slušovice
- Trnava
- Ublo
- Veselá
- Vizovice
- Všemina
- Zádveřice-Raková

## Obyvatelstvo
| Rok  | Obyv.  | ± %    |
| ---- | ------ | ------ |
| 1869 | 11 081 | —      |
| 1880 | 11 540 | +4,1 % |
| 1890 | 11 520 | −0,2 % |
| 1900 | 11 854 | +2,9 % |
| 1910 | 12 401 | +4,6 % |

| Rok  | Obyv.  | ± %    |
| ---- | ------ | ------ |
| 1921 | 12 861 | +3,7 % |
| 1930 | 13 252 | +3 %   |
| 1950 | 13 873 | +4,7 % |
| 1961 | 15 241 | +9,9 % |
| 1970 | 14 533 | −4,6 % |

| Rok  | Obyv.  | ± %    |
| ---- | ------ | ------ |
| 1980 | 14 932 | +2,7 % |
| 1991 | 15 619 | +4,6 % |
| 2001 | 16 101 | +3,1 % |
| 2011 | 16 565 | +2,9 % |
| 2021 | 16 648 | +0,5 % |